# Nuchequula gerreoides
Nuchequula gerreoides är en fiskart som först beskrevs av Bleeker, 1851.  Nuchequula gerreoides ingår i släktet Nuchequula och familjen Leiognathidae. Inga underarter finns listade i Catalogue of Life.